# Piacpiac
El piacpiac (Ptilostomus afer) és una espècie d'ocell de la família Corvidae i única representant del gènere Ptilostomus. Es distribueix per les sabanes i àrees obertes de l'Àfrica subtropical, sent una espècie bastant freqüent.

## Descripció
En mida és una mica més petita i prima que la garsa (Pica pica), tot i que el bec és relativament més gruixut. Fa entre 35 i 42 cm de llargada i pesa entre 121 i 130 g. La coloració general és negra, amb les plomes de textura força sedosa i amb bona llum amb una brillantor porpra. La base de la cua tendeix a ser de color més marró que la resta del cos. Inusual per a un passeriforme, té 10 plomes de cua en lloc de 12. Les plomes nasals estan una mica cap amunt a la part superior del bec, però cobreixen completament els narius. El bec en si és negre en l'adult, però parcialment rosa vermellós cap a la base en els exemplars juvenils. Les potes i els peus de l'ocell són negres i l'iris és variable, però tendeix al violeta, porpra o malva amb un anell exterior blavós-porpra. La veu se sol descriure com un xiscle estrident, sovint amb matisos semblants als d'una gralla. També fa un crit d'alarma que emet fort tot movent el cap.

## Distribució i hàbitat
L'àrea de distribució de l'espècie és la regió equatorial tropical de l'Àfrica central des del Senegal a la costa oest, cap a l'est en una ampla franja fins al Sudan i el sud d'Etiòpia. Dins d'aquesta àrea de distribució, l'hàbitat preferit és cap a espais més oberts de terres cultivades amb camps i pastures i petites ciutats i pobles associats.

## Comportament

### Alimentació
S'alimenta en estols de deu o més ocells que es mouen junts per terra, la dieta inclou insectes i altres invertebrats, però mengen carronya, possiblement atrets tant pels insectes associats com la carn mateixa. També mengen alguns fruits dels arbres, sent el fruit de la palmera d'oli de Guinea (Elaeis guineensis) un dels preferits. Capaç de córrer ràpidament amb certa agilitat, tendeix a saltar a una velocitat més lenta i atrapa insectes molestos pels peus del bestiar, de vegades pujant-hi a l'esquena i sortint disparat per atrapar la presa.

### Cria
El piapiac sovint nidifica en una palmera, però també pot utilitzar altres llocs de nidificació. Tires de fulla de palma i tiges d'herba les fonamenten amb fang i les folren amb fibra de palma per formar una copa, en la qual ponen de tres a set ous entre març i abril. Els ous de piapiac són de color blau molt pàl·lid o blau verdós amb algunes taques marrons.

## Taxonomia
El 1760, el zoòleg francès Mathurin Jacques Brisson va incloure una descripció del piapiac en la seva Ornithologie basada en un exemplar recollit al Senegal. Va utilitzar el nom francès “La pie du Sénégal” i el nom llatí Pica senegalensis. Tot i que Brisson va encunyar noms llatins, aquests no s'ajusten al sistema binomial i no són reconeguts per la Comissió Internacional de Nomenclatura Zoològica. Quan el 1766 el naturalista suec Carl Linnaeus va actualitzar la seva obra Systema Naturae per a la dotzena edició, va afegir 240 espècies que havien estat descrites anteriorment per Brisson. Una d'aquestes va ser el piapiac. Linnaeus va incloure una breu descripció, va encunyar el nom binomial Corvus afer i va citar l'obra de Brisson.
El nom específic «afer» significa “Àfrica” en llatí. El piapiac és l'única espècie inclosa en el gènere Ptilostomus, introduït pel naturalista anglès William Swainson el 1837.
L'espècie és monotípica.
Un estudi filogenètic molecular publicat el 2005 va trobar que el piapiac estava estretament relacionat amb els gaigs terrestres del gènere Podoces que habiten l'Àsia central.